# Centallo
Centallo (Sental o Santal in piemontese, Sental in francese) è un comune italiano di 7 007 abitanti della provincia di Cuneo in Piemonte.

## Geografia fisica
Il territorio di Centallo si estende per 44 km² e confina con i comuni di Cuneo, Villafalletto, Fossano, Montanera, Castelletto Stura e Tarantasca.
Si trova a 424 m sul livello del mare ed il territorio è prevalentemente pianeggiante.
A ovest dell'abitato scorre il torrente Grana, mentre sul confine est scorre il fiume Stura di Demonte.

## Storia
Centallo è in una posizione strategica: di antiche origini romane, fu contesa da Cuneo, da Saluzzo e dai Savoia. In epoca longobarda il territorio dipendeva dall'abbazia di San Dalmazzo di Pedona. Viene ricordata, in seguito, per la prima volta in una donazione della metà dell'XI secolo. Storie di un paese conteso tra i troppi nobili alla ricerca di un feudo, dove arriva pure il secondogenito del re d'Inghilterra. Alla fine sono i Bolleri, fedeli al re di Francia, a radicarsi a Centallo e a sopravvivervi a lungo, esattamente fino all'estinzione del loro casato. Nel XVI secolo, con gli scontri sempre più presenti sul territorio dell'Italia settentrionale tra francesi e spagnoli Centallo inizia a diventare un centro strategico molto importante. E con gli assedi arriva anche la gloria poetica, tanto che Torquato Tasso, il cantore della Gerusalemme liberata, si occupa della "liberazione" di Centallo da parte delle truppe spagnole in soccorso di Cuneo e Fossano assediate dai Francesi. La parte di castello che resiste all'assedio viene definitivamente distrutta nel 1589. Da questi anni in poi Centallo è conosciuta come un importante centro agricolo.

### Simboli
Lo stemma del comune di Centallo è stato riconosciuto con decreto del Capo del governo del 19 giugno 1931.
La cinghia (cinta) è un'arma parlante per assonanza con il toponimo e deriva dal blasone della famiglia che anticamente dominava il paese e che prese il nome Da Centallo (di rosso, al cintolo d'azzurro, orlato e guernito d'oro, posto in sbarra.
Il gonfalone, concesso con D.C.G. del 4 agosto 1933, è un drappo di porpora.

## Monumenti e luoghi d'interesse

### Architetture religiose
- Chiesa parrocchiale di San Giovanni Battista
- Chiesa di San Michele
- Chiesa di San Rocco
- Chiesa dei Santi Sebastiano e Battista Decollato
- Chiesa della Santissima Trinità
- Chiesa di Santa Maria ad Nives (o Madonna degli Alteni)
- Cappella di San Quirico
- Cappella di San Giovanni Evangelista di rilevanza storico-artistica, nella quale si conservano affreschi del primo Cinquecento che narrano in 12 riquadri la vita del Santo.[8]
- Cappella della Madonna dei Prati
- Cappella di San Giuliano
- Oratorio o Tempio della Madonna di Loreto dei Boschetti
- Chiesa parrocchiale di San Biagio
- Cappella di San Rocco dei Gerbidi a San Biagio
- Cappella di Sant' Anna (di Boirino) a San Biagio
- Chiesa parrocchiale di San Bernardo a Roata Chiusani
- Oratorio o tempio di San Giovanni Battista
- resti della chiesa di S. Colomba (un tempo priorato di San Colombano dipendente dall'abbazia di Villar San Costanzo), in località S. Colomba[9][10]

### Musei
- Museo e casa natale del cardinale Michele Pellegrino, situato nella frazione Roata Chiusani.

## Società

### Evoluzione demografica
Abitanti censiti

### Etnie e minoranze straniere
Secondo i dati Istat al 31 dicembre 2017, i cittadini stranieri residenti a Centallo sono 798, così suddivisi per nazionalità, elencando per le presenze più significative:
1. Albania, 187
2. Romania, 122
3. Marocco, 111
4. India, 58
5. Senegal, 56
6. Costa d'Avorio, 45
7. Filippine, 45
8. Nigeria, 43
9. Burkina Faso, 23

## Cultura

### Scuole
Centallo ospita le seguenti scuole:

#### Scuole pubbliche
- Scuola dell'infanzia
- Scuola primaria nel capoluogo
- Scuola primaria nella frazione Roata Chiusani
- Scuola secondaria di I grado "M. Isoardo"

#### Scuole paritarie
- Scuola dell'infanzia "Giovanni Arese" nella frazione San Biagio
- Scuola dell'infanzia "Margaria Macesi" nella frazione Roata Chiusani

### Biblioteche
- Biblioteca Civica "Faustino Dalmazzo"

### Eventi
- Festa patronale Ss. Angeli Custodi la seconda domenica di ottobre.
- Sagra biennale del Fagiolo e del Peperone nel mese di settembre
- Festa di Sant'Isidoro[non chiaro] la seconda domenica di maggio

## Economia
Sono importanti l'agricoltura, gli allevamenti suini, gli impianti ittici resi possibili dalla presenza di canali, i mangimifici, la macellazione, i mobili e altre fabbriche presenti nel territorio. Molto rinomata è la produzione di strumenti musicali, come gli organi, sia moderni sia antichi.
La coltivazione tipica centallese è il Fagiolo di Cuneo.
Il comune è stato insignito del premio "Spighe verdi" assegnato dal FEE Italia, per l'anno 2021.

## Infrastrutture e trasporti

### Strade
Il comune è attraversato dalla strada regionale 20 del Colle di Tenda e dalla strada statale 231 di Santa Vittoria. Il capoluogo si trova a 8 km dall'uscita Cuneo Centro dell'autostrada A33 Asti-Cuneo.

### Ferrovie
Centallo è raggiunto dalle linee ferroviarie Torino-Cuneo e Fossano-Cuneo-Limone.

### Mobilità urbana
- linea 8 (Conurbazione di Cuneo) - percorso: Cuneo Cap. Stazione FS - P. Torino - Madonna dell'Olmo - via Torino - Centallo Cap.

In questo modo, il comune è collegato alla città di Cuneo, così da permettere ai cittadini l'accesso agli altri collegamenti offerti dal trasporto pubblico, urbano ed extraurbano, e alla stazione di Cuneo. Inoltre, in periodo scolastico è attivo un servizio bus di collegamento per l'Istituto alberghiero di Dronero (linea 188).

### Aeroporti
Centallo dista 5 chilometri dall'aeroporto internazionale di Cuneo-Levaldigi

## Amministrazione
| Periodo        | Periodo        | Primo cittadino    | Partito      | Carica  | Note   |
| -------------- | -------------- | ------------------ | ------------ | ------- | ------ |
| 14 giugno 1999 | 14 giugno 2004 | Luigi Dalmasso     | Lista civica | Sindaco | [ 17 ] |
| 14 giugno 2004 | 8 giugno 2009  | Antonio Panero     | Lista civica | Sindaco | [ 18 ] |
| 8 giugno 2009  | 26 maggio 2014 | Antonio Panero     | Lista civica | Sindaco | [ 19 ] |
| 26 maggio 2014 | 26 maggio 2019 | Giuseppe Chiavassa | Lista civica | Sindaco | [ 20 ] |
| 26 maggio 2019 | 9 giugno 2024  | Giuseppe Chiavassa | Lista civica | Sindaco | [ 21 ] |
| 9 giugno 2024  | in carica      | Giuseppe Chiavassa | Lista civica | Sindaco | [ 22 ] |

## Sport

### Calcio
La principale squadra di calcio della città è la Giovanile Centallo, nata nel 2006 (subentrando alla previgente A.S. Centallo) e militante nei campionati dilettantistici regionali.

## Galleria d'immagini

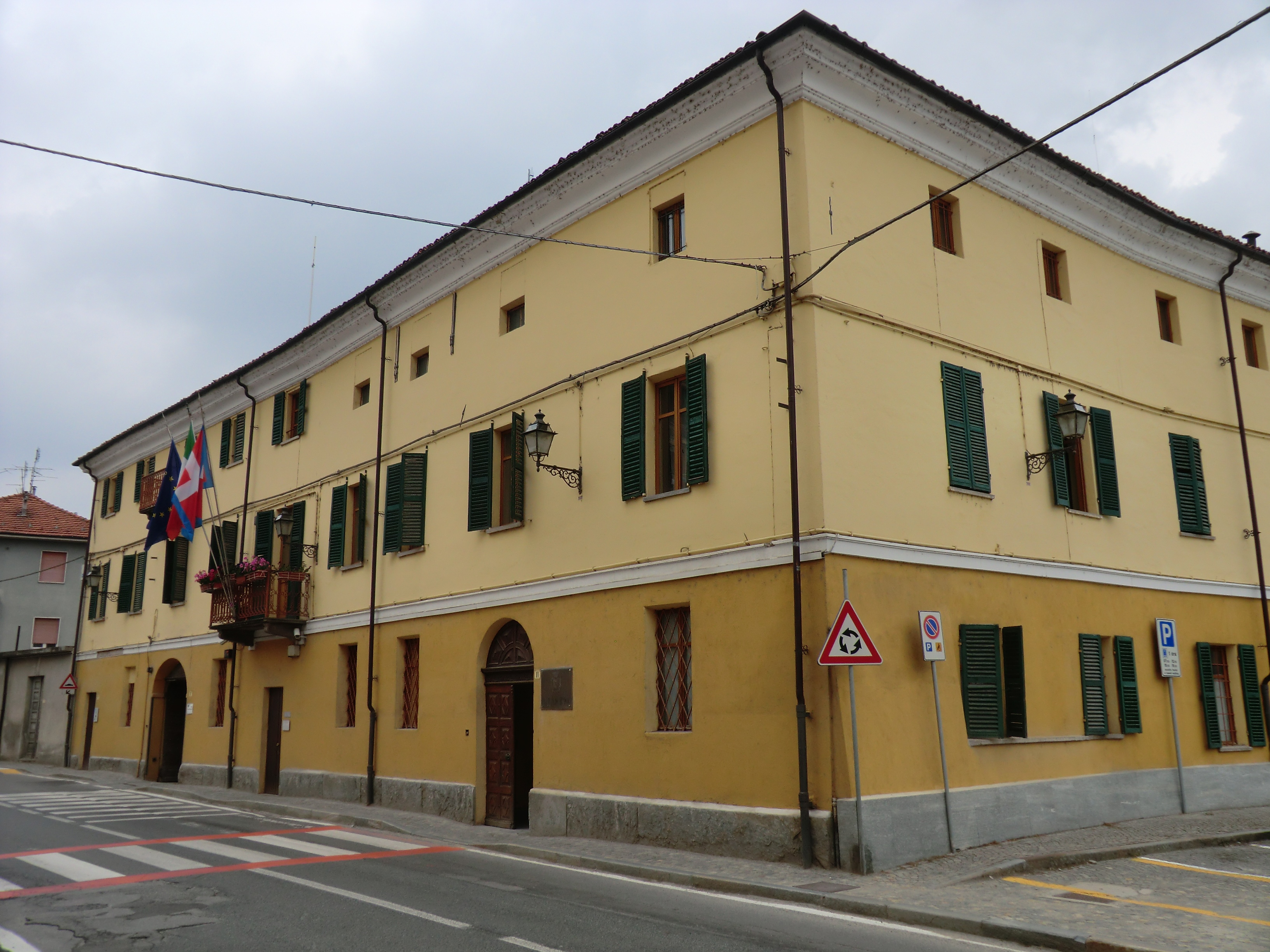
Municipio
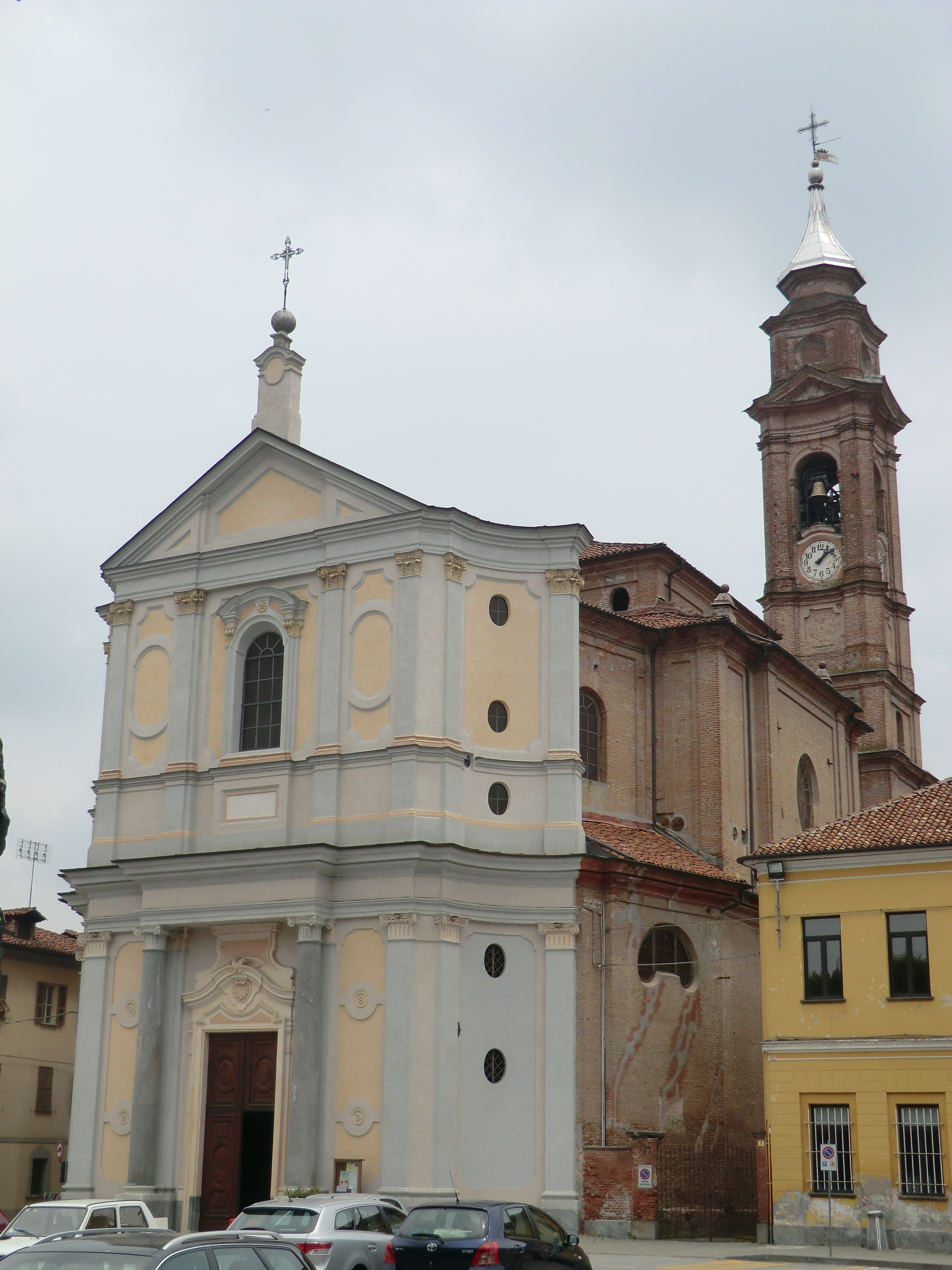
Chiesa parrocchiale di San Giovanni Battista